# Принцип територіальної спільності
Принцип територіальної спільності, один з принципів фізико-географічного районування, який припускає, що одна і та ж фізико-географічна одиниця (район, провінція) не може бути представлена у формі розрізнених, віддалених одна від інших ділянок. Принцип територіальної спільності є наслідком неповторності в просторі індивідуального характеру структури регіональних одиниць.